# بوریه تاپر
بوریه تاپر (سوئدی: Börje Tapper; ۱۹ مهٔ ۱۹۲۲ – ۸ آوریل ۱۹۸۱) بازیکن فوتبال اهل سوئد بود.
از باشگاه‌هایی که در آن بازی کرده‌است می‌توان به باشگاه فوتبال مالمو و باشگاه فوتبال جنوآ اشاره کرد.
وی همچنین در تیم ملی فوتبال سوئد بازی کرده‌است.